# Uluguroscia montana
Uluguroscia montana är en kräftdjursart som beskrevs av Stefano Taiti och Franco Ferrara 1980A. Uluguroscia montana ingår i släktet Uluguroscia och familjen Philosciidae. Inga underarter finns listade i Catalogue of Life.